# Hoher Eichham
Hoher Eichham to szczyt w grupie Venedigergruppe, w Wysokich Taurach w Alpach Wschodnich. Leży w Austrii, w Tyrolu Wschodnim. Na szczyt można dostać się drogą ze schroniska Bonn-Matreier.